# Ejército de Prusia

Prusia (1871).

El Ejército de Prusia (en alemán: Königlich Preußische Armee) era el ejército del antiguo Reino de Prusia. Fue vital para que Brandeburgo-Prusia se convirtiera en una potencia europea.
El ejército prusiano tiene su origen en el pequeño número de mercenarios de Brandeburgo que participaron en la guerra de los Treinta Años. Federico Guillermo I de Brandeburgo forma por primera vez un ejército permanente, mientras que Federico Guillermo I de Prusia incrementó drásticamente su tamaño. El rey Federico II el Grande llevó a las tropas prusianas a la victoria en las Guerras de Silesia aumentando su prestigio.
El ejército prusiano fue vencido ampliamente por Francia en las guerras napoleónicas de la Cuarta Coalición. Sin embargo, bajo el liderazgo de Gerhard von Scharnhorst, los reformadores prusianos modernizaron el ejército, el cual participó en la guerra de la Sexta Coalición. Aunque los conservadores detuvieron algunas de las reformas, el ejército se convirtió posteriormente en un baluarte del gobierno de Prusia ("Prusia no es un Estado con Ejército, sino un Ejército con Estado").
Durante el siglo XIX, el ejército prusiano logró derrotar a Dinamarca en la primera guerra de Schleswig, a Austria en la guerra austro-prusiana y a Francia en la guerra franco-prusiana. Tras la unificación alemana, el ejército de Prusia siguió existiendo, pasando a formar parte del Ejército Imperial Alemán, hasta 1918, cuando el Imperio alemán se disolvió con la Revolución de Noviembre.

## El gran elector

### Creación del ejército

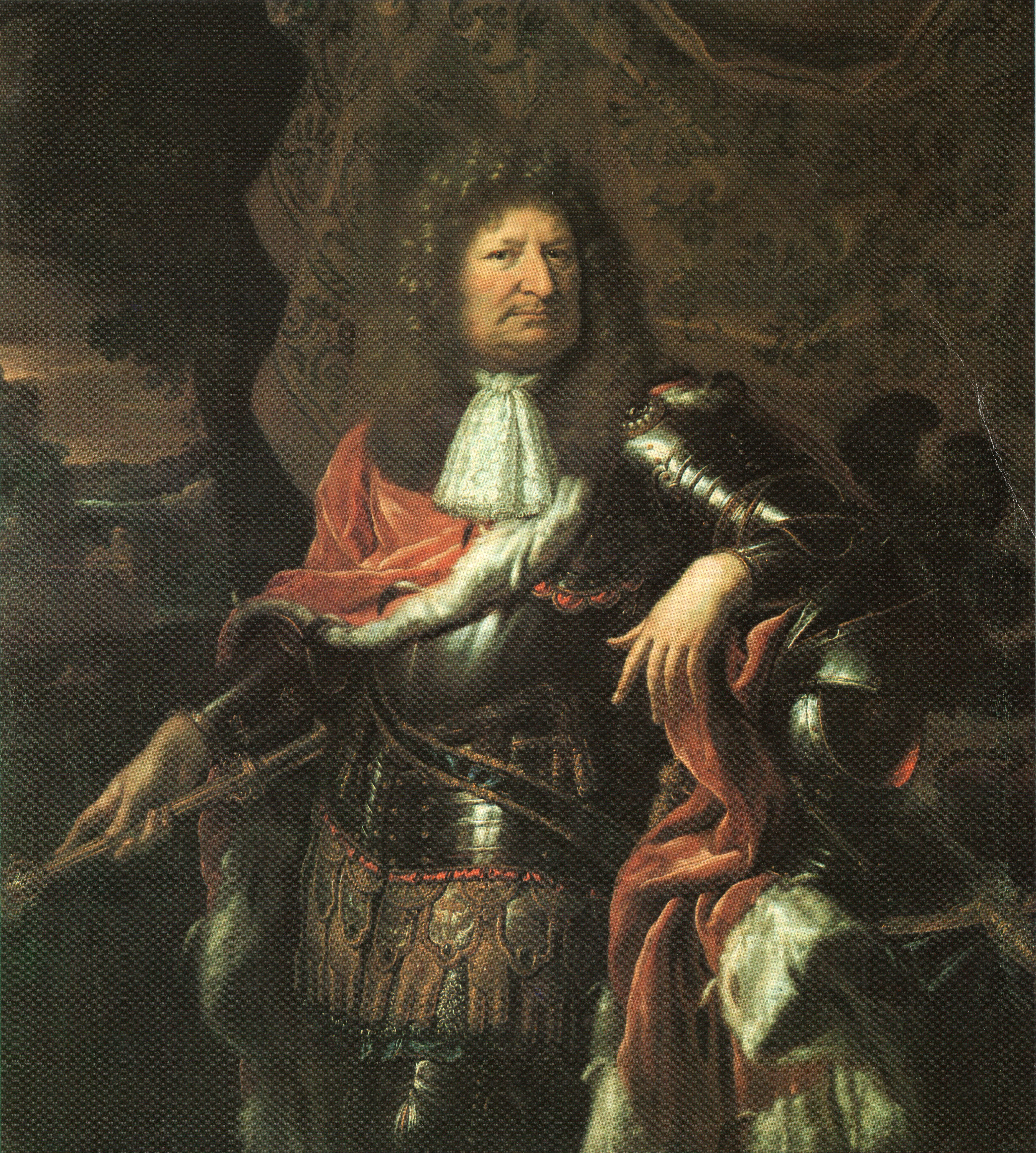
Federico Guillermo, el "gran elector".

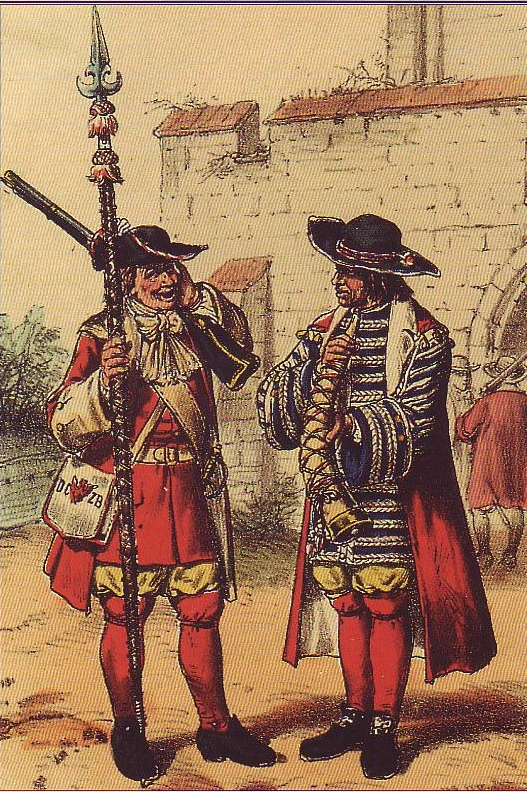
Soldados de Brandeburgo en 1675, dibujo de Maximiliano Schäfer (1851-1916).

El ejército de Prusia surgió de las fuerzas armadas creadas durante el reinado del elector Federico Guillermo I de Brandeburgo (1640-1688). Los Hohenzollern de Brandeburgo-Prusia se habían basado fundamentalmente en los mercenarios Landsknecht durante la guerra de los Treinta Años, en la que Brandeburgo fue devastada. Los suecos y las fuerzas imperiales atravesaron y ocuparon el país a voluntad. Después de acceder al trono electoral, Federico Guillermo comenzó a formar un ejército permanente a través de la conscripción para la mejor defensa de su Estado en la primavera de 1644.
Entre 1643-1644, el ejército constaba solo de 5.500 soldados, incluyendo 500 mosqueteros como la guardia de Federico Guillermo. El elector confió a Johann von Norprath reclutar fuerzas en el Ducado de Cleves y organizó un ejército de 3.000 soldados holandeses y alemanes en Renania en 1646. Las guarniciones también aumentaron lentamente en Brandeburgo y en el Ducado de Prusia. Federico Guillermo buscó la ayuda de Francia, el rival tradicional de los Habsburgo austriacos, y comenzó a recibir los subsidios franceses. Él basó sus reformas en las de Louvois, el ministro de Guerra del rey Luis XIV de Francia. El crecimiento de su ejército permitió a Federico Guillermo lograr considerables adquisiciones territoriales en el Tratado de Westfalia en 1648, a pesar de la relativa falta de éxito de Brandeburgo durante la guerra.
Los estados provinciales deseaban una reducción del ejército en tiempos de paz, pero el elector evita sus demandas a través de concesiones políticas, la evasión y la economía. En el receso de Brandeburgo de 1653 entre Federico Guillermo y los estados de Brandeburgo, la nobleza proveyó 530.000 ducados al soberano a cambio de la afirmación de sus privilegios. Los Junkers, en tanto, consolidaron su poder político a expensas del campesinado. Una vez que el elector y su ejército fueron lo suficientemente fuertes, Federico Guillermo fue capaz de suprimir los estados de Cleves, Mark y Prusia.
Federico Guillermo trató de profesionalizar sus soldados en un tiempo en que los mercenarios y soldados cazafortunas eran la norma. Además de crear individualmente regimientos y nombrar coroneles, el elector impuso severos castigos por transgresiones, p. ej. el castigo por saquear era la horca y por deserción, la lena de baquetas. Los actos de violencia por parte de oficiales contra civiles causaban la desmovilización por un año. El elector fomentó la institución de los cadetes para miembros de la nobleza; aunque la clase alta era resistente a la idea en un principio, la integración de la nobleza en el cuerpo de oficiales fue una aliada con la monarquía de los Hohenzollern a largo plazo. Entre los mariscales de campo de Brandeburgo-Prusia estaban Derfflinger, Spaen y Sparr. En 1655, Federico Guillermo comenzó a unificar los diversos destacamentos colocándolos bajo el mando general de Sparr. La unificación también aumentó mediante la designación del generalkriegskommissar Platen como jefe de suministros. Estas medidas redujeron la autoridad de los coroneles mercenarios, que habían sido tan prominentes durante la guerra de los Treinta Años.

### Campañas del gran elector

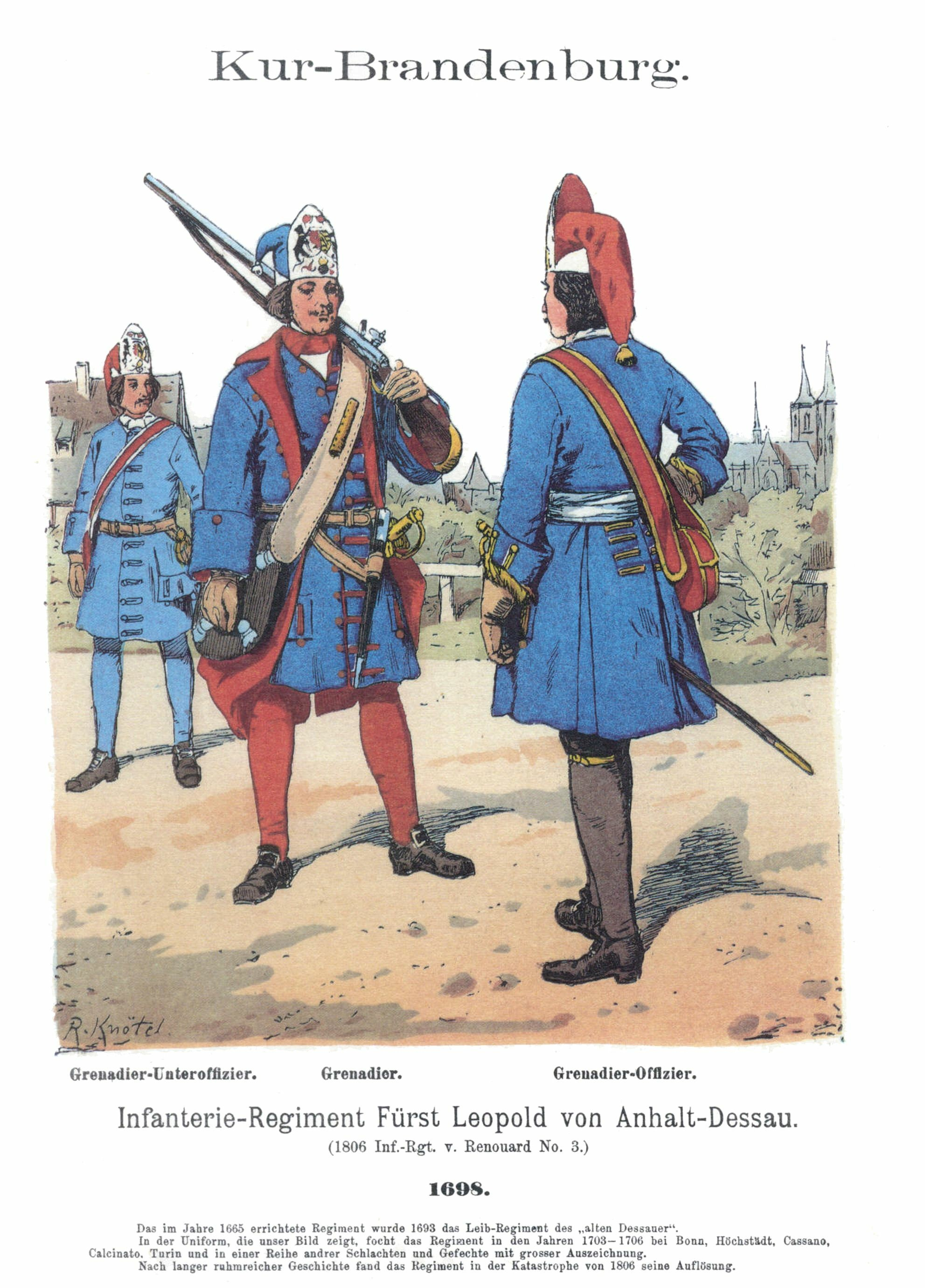
Tropas de Brandeburgo del regimiento de infantería de Leopoldo I, príncipe de Anhalt-Dessau, por Richard Knötel.

El nuevo ejército de Brandeburgo-Prusia superó su prueba de fuego con la victoria en la batalla de Varsovia de 1656 durante las guerras del Norte. Los observadores quedaron impresionados por la disciplina de las tropas de Brandeburgo, así como por su tratamiento de los civiles, que se consideró más humano que el de su aliado, el ejército sueco. El éxito de los Hohenzollern permite a Federico Guillermo asumir la plena soberanía sobre el Ducado de Prusia en el Tratado de Wehlaun de 1657, por el cual Brandeburgo-Prusia se alió con la Mancomunidad de Polonia-Lituania. A pesar de haber expulsado a las fuerzas suecas del territorio, el elector no obtuvo la Pomerania Occidental en el Tratado de Oliva de 1660, ya que el equilibrio de poder había sido restaurado.
A principios de la década de 1670, Federico Guillermo apoyó los intentos imperiales para recuperar Alsacia y contrarrestar la expansión de Luis XIV de Francia. Los suecos invadieron Brandeburgo en 1674, mientras que el grueso de las tropas del elector estaban en los cuarteles de invierno en Franconia. En 1675 Federico Guillermo marchó con sus tropas hacia el norte y rodeó a las fuerzas de Wrangel. El elector logró su mayor victoria en la batalla de Fehrbellin; a pesar de ser una batalla menor, llevó a la fama al ejército de Brandeburgo-Prusia y a Federico Guillermo le dio el apodo de "el gran elector". También destruyó la invencibilidad del reputado Ejército Carolino sueco. Después, Suecia invadió Prusia a finales de 1678, y las fuerzas de Federico Guillermo expulsaron a los invasores suecos durante 1678 y 1679.
Federico Guillermo amplió el ejército de los Hohenzollern hasta 7.000 hombres en tiempos de paz y hasta 15.000 a 30.000 en tiempos de guerra. Su éxito militar contra Suecia y Polonia aumentó el prestigio de Brandeburgo-Prusia y también permitió al gran elector perseguir sus políticas absolutistas contra países y pueblos. El poder creciente de los Hohenzollern en Berlín llevó al hijo y sucesor de Federico Guillermo, el elector Federico III (1688-1713), a proclamar el Reino de Prusia con él mismo como rey Federico I en 1701. Aunque enfatizó la opulencia barroca y las artes en imitación de Versalles, el nuevo rey reconoció la importancia del ejército y continuó agrandándolo hasta 40.000 hombres.

## El Rey Soldado

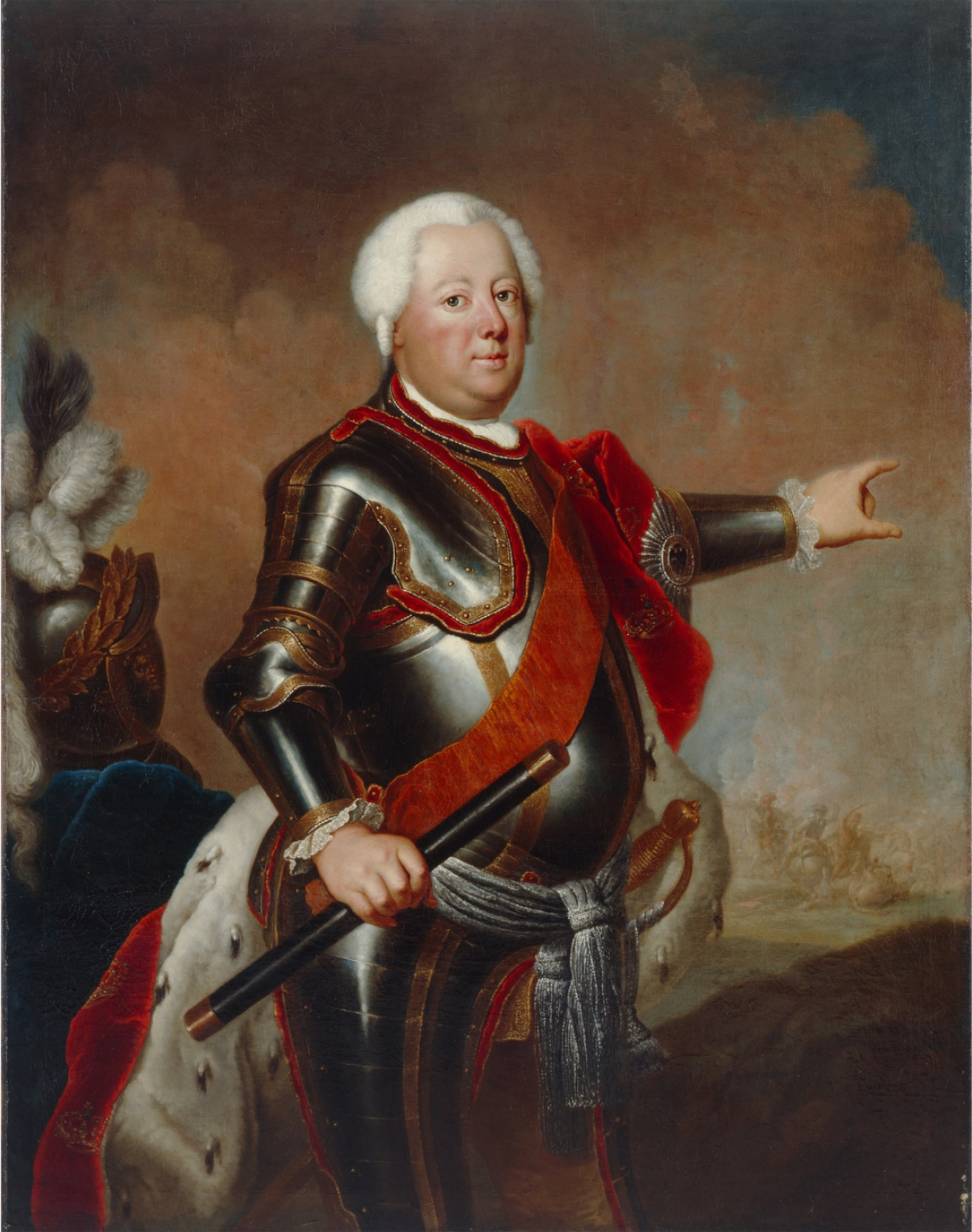
Federico Guillermo I, el "rey soldado", pintura de Antoine Pesne.

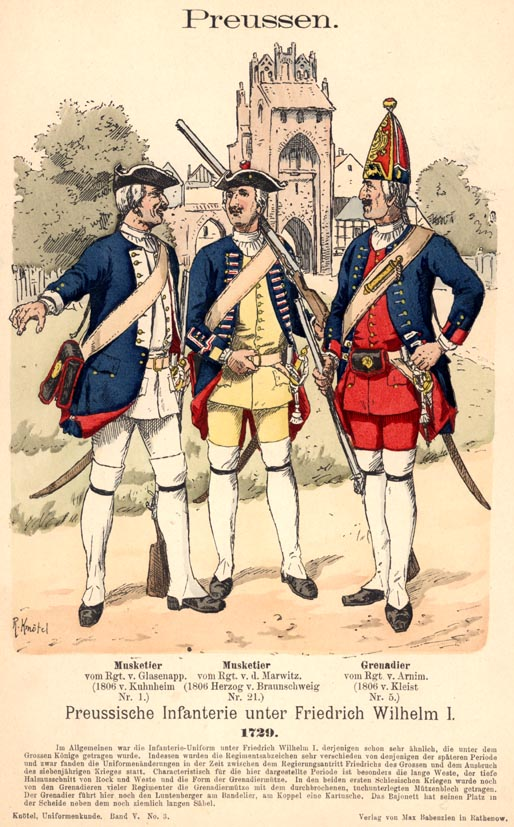
Infantería prusiana en 1729.

Federico I fue sucedido por su hijo, Federico Guillermo I (1713-1740), el "rey soldado" obsesionado con el ejército y el logro de la autosuficiencia de su país. El nuevo rey rechazó a la mayor parte de los cortesanos de su padre y concedió a los militares preeminencia sobre los funcionarios de la corte. Jóvenes ambiciosos e inteligentes comenzaron a entrar en el ejército en lugar de hacer carreras como derecho y administración. El servicio militar obligatorio entre el campesinado fue reformado más firmemente según el modelo sueco. Federico Guillermo I llevaba un sencillo uniforme militar azul en la corte, un estilo que a partir de entonces fue imitado por el resto de la corte de Prusia y sus sucesores reales. 
Empezó sus innovaciones militares en el regimiento Kronprinz durante la guerra de sucesión española. Su amigo, Leopoldo I, príncipe de Anhalt-Dessau, sirvió como sargento real de instrucción para el ejército prusiano. Leopoldo introdujo en Prusia la baqueta de hierro, que aumentaba la cadencia de fuego, y el paso de la oca. Asimismo reforzó enormemente el papel de la música en el Ejército mediante un gran número de músicos militares, especialmente los tambores y pífanos, para aumentar la moral en la batalla. La utilidad de la música en combate fue reconocida por primera vez en la guerra de los Treinta Años por Brandeburgo y el ejército sueco. El nuevo rey, formado y entrenado en el ejército sin descanso, se centra en la velocidad de disparo de los mosquetes de chispa y la maniobrabilidad de las formaciones. Los cambios aportaron flexibilidad al ejército, precisión y una cadencia de fuego que, en gran parte, no tenían parangón entonces. A través del entrenamiento y la baqueta de hierro, se esperaba que cada soldado pudiera disparar seis veces en un minuto, tres veces más rápidamente que la mayoría de los ejércitos. Los castigos eran draconianos, tal como correr baquetas, y a pesar de la amenaza de la horca, muchos reclutas campesinos desertaban siempre que fuera posible. También los uniformes y el armamento fueron estandarizados.
Federico Guillermo I redujo el tamaño de la llamativa guardia real de Federico I a un solo regimiento, una tropa de soldados más altos que el promedio (debían tener una estatura de 1,88 m al menos), conocido como los Gigantes de Potsdam o más comúnmente los “Lange Kerls” (los tíos altos), que financió por su cuenta. La caballería se reorganizó en 55 escuadrones de 150 jinetes; la infantería, en 50 batallones (25 regimientos) y la artillería se componía de dos baterías. Estos cambios le permitieron aumentar el ejército de 39.000 a 45.000 soldados. A finales del reinado de Federico Guillermo I, el ejército se había duplicado en tamaño. La Comisaría General de Guerra, responsable del ejército y de los ingresos, eliminó la injerencia de los estados y se colocó bajo el control estricto de los funcionarios nombrados por el rey.
Federico Guillermo I limitó la inscripción en el cuerpo de oficiales a la nobleza alemana y obligó a los Junkers (aristocracia terrateniente) a servir en el ejército. Aunque al principio eran reticentes al ejército, los nobles terminaron por ver la carrera militar como una profesión natural. Hasta 1730, los soldados rasos eran en gran parte siervos reclutados o enganchados de Brandeburgo, Pomerania y Prusia Oriental, lo que llevó a que muchos huyeran a los países vecinos. Con el fin de detener esta tendencia, Federico Guillermo I dividió a Prusia en cantones regimentales. Todos los jóvenes debían servir como soldados en estos distritos de conscripción durante tres meses al año; esta adecuación se debía a las necesidades agrícolas y aportaba soldados suplementarios a las filas regulares.
Hacia el final del reinado de Federico Guillermo I, Prusia tenía el cuarto mayor ejército (80.000 soldados) en Europa, pero era el duodécimo en cuanto a la población (2,5 millones). Lo mantuvo con un presupuesto de cinco millones de táleros (de un presupuesto estatal total de siete millones de táleros).

## Federico el Grande

### Guerras de Silesia

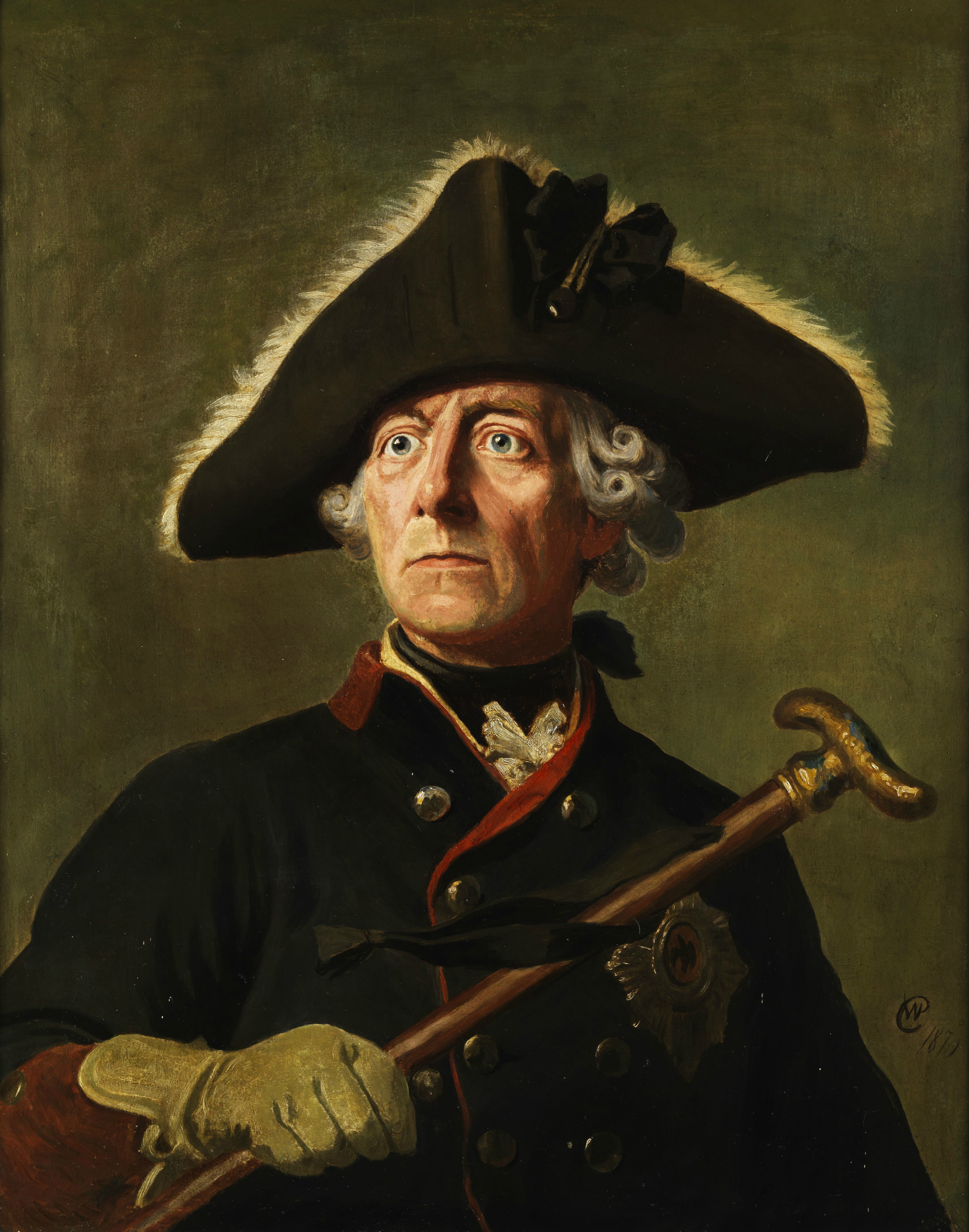
Federico II el Grande.

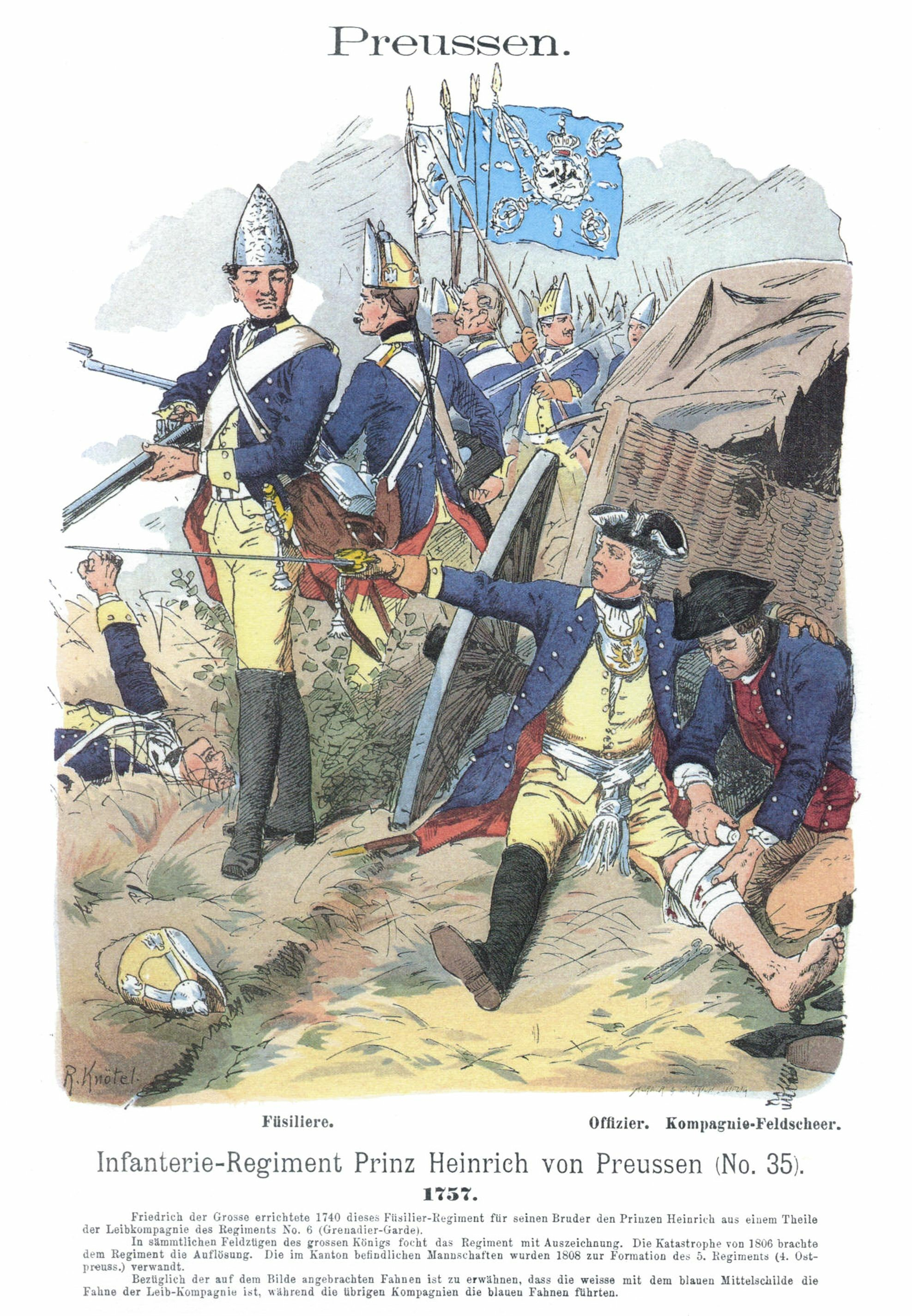
Fusileros del regimiento "Prinz Heinrich von Preußen" (No.35) en 1757.

Federico Guillermo I fue sucedido por su hijo, Federico II ("el Grande") (1740-1786). Federico II disolvió inmediatamente a la costosa guardia de gigantes de Potsdam y utilizó sus fondos para crear siete nuevos regimientos y 10 000 soldados. El nuevo rey también agregó dieciséis batallones, cinco escuadrones de húsares y un escuadrón de guardias.

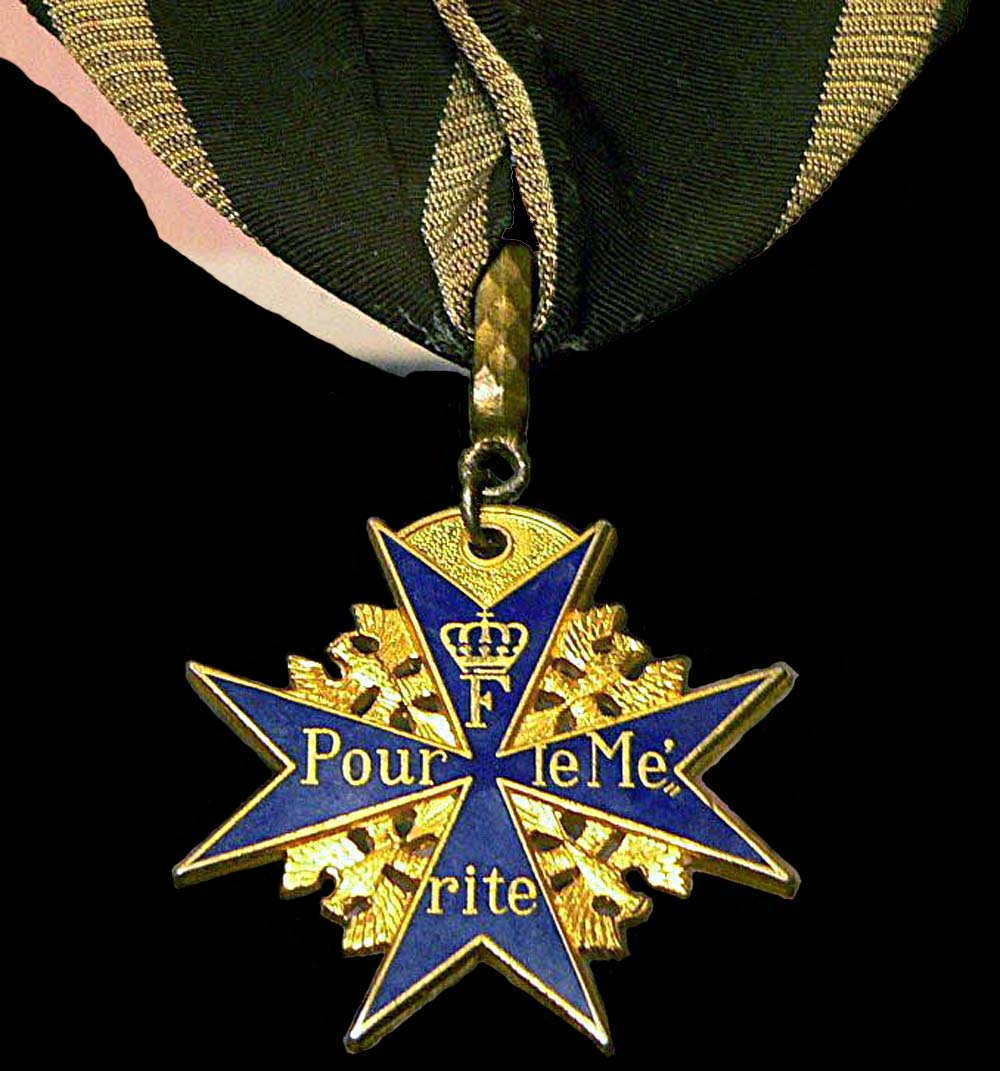
Pour le Mérite, introducida por el rey Federico el Grande en 1740.

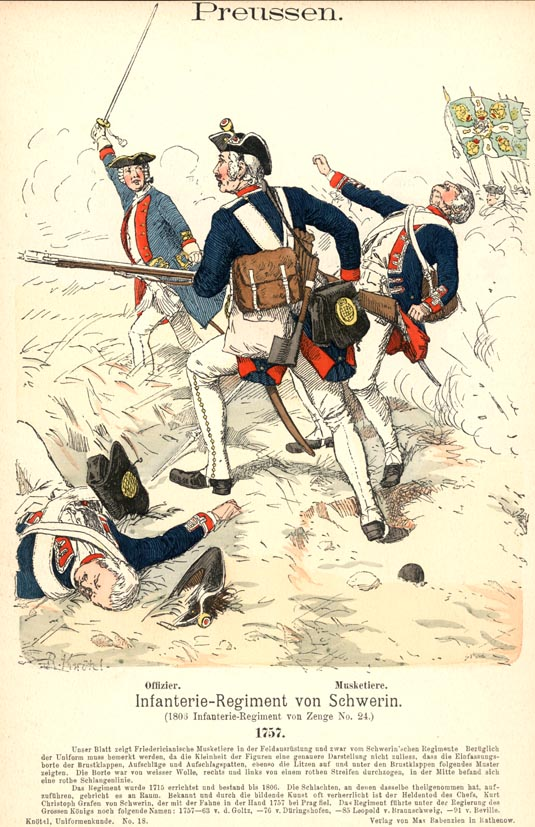
Regimiento de infantería Schwerin en 1757.

Haciendo caso omiso de la Pragmática Sanción, Federico II comenzó las guerras de Silesia poco después de ascender al trono. Aunque el rey sin experiencia se retiró de la batalla, el ejército prusiano logró la victoria sobre Austria en la batalla de Mollwitz (1741) al mando del mariscal de campo Schwerin. La caballería prusiana a las órdenes de Schulenburg había actuado mal en Mollwitz; los coraceros, originalmente entrenados en caballos pesados, fueron reentrenados posteriormente en caballos ligeros más maniobrables. Los húsares y dragones del general Zieten también se reforzaron. Estos cambios dieron lugar a la victoria de Prusia en la batalla de Chotusice (1742) en Bohemia, y Austria cedió Silesia a Federico II con el Tratado de Breslau.
En septiembre de 1743, Federico II llevó a cabo la primera maniobra ("Herbstübung"), en el que las diferentes ramas del Ejército probaron nuevas formaciones y tácticas; las maniobras de otoño se convierten así en tradiciones anuales del ejército prusiano. Austria trató de recuperar Silesia en la segunda guerra de Silesia. Aunque tuvo éxito contra Federico II en 1744, los austriacos fueron aplastados por el propio rey en la batalla de Hohenfriedberg (1745). La caballería prusiana sobresalió durante la batalla, especialmente los húsares de Zieten.
Austria se alió después con su tradicional rival, Francia, en la Revolución diplomática (1756); Austria, Francia y Rusia se alinearon contra Prusia. Federico II ataca de manera preventiva a sus enemigos con un ejército de 150.000, y comienza la guerra de los Siete Años. El ejército austríaco había sido reformado por Kaunitz y demostró las mejoras en su éxito ante Prusia en Kolin. Federico alcanzó una de sus mayores victorias en batalla de Rossbach, donde la caballería prusiana de Seydlitz desbarató a un ejército franco-imperial más grande con bajas mínimas, a pesar de la inferioridad numérica de dos a uno.
Federico marchó luego hacia el este, a Silesia, donde Austria había derrotado al ejército prusiano bajo el mando del Duque de Bevern. Después de una serie de formaciones complicadas y despliegues ocultos a los austriacos, los prusianos golpearon con éxito el flanco de su enemigo en Leuthen, con Federico dirigiendo, una vez más, el combate. La posición de Austria en la provincia se derrumbó, lo que dio a Prusia una victoria aún más impresionante que en Rossbach.
Las maniobras de Federico no tuvieron éxito contra los rusos en la sangrienta batalla de Zorndorf y después las fuerzas prusianas fueron derrotadas en Kunersdorf (1759). Prusia no estaba bien preparada para guerras largas y el colapso de Prusia parecía inminente a causa de las bajas y la falta de recursos, pero Federico fue salvado por el "milagro de la Casa de Brandeburgo" - la salida de Rusia de la guerra después de la muerte repentina de la emperatriz Isabel en 1762. El dominio prusiano sobre Silesia fue confirmado en el Tratado de Hubertusburg (1763). Las numerosas bajas habían obligado al rey a que admitiera oficiales de clase media durante la guerra, pero esta tendencia se invirtió después.
La mentalidad ofensiva de Federico prefería el orden oblicuo de la batalla, que requiere disciplina y una gran movilidad. Aunque esta táctica fracasó en Kunersdorf, aportó un gran éxito en Hohenfriedberg y más tarde en Leuthen. Después de efectuar unas descargas, la infantería avanzaba rápidamente para cargar a la bayoneta. La caballería prusiana atacaba entonces en una larga formación con sables, antes de que la caballería enemiga pudiera contraatacar.

### Un ejército con Estado

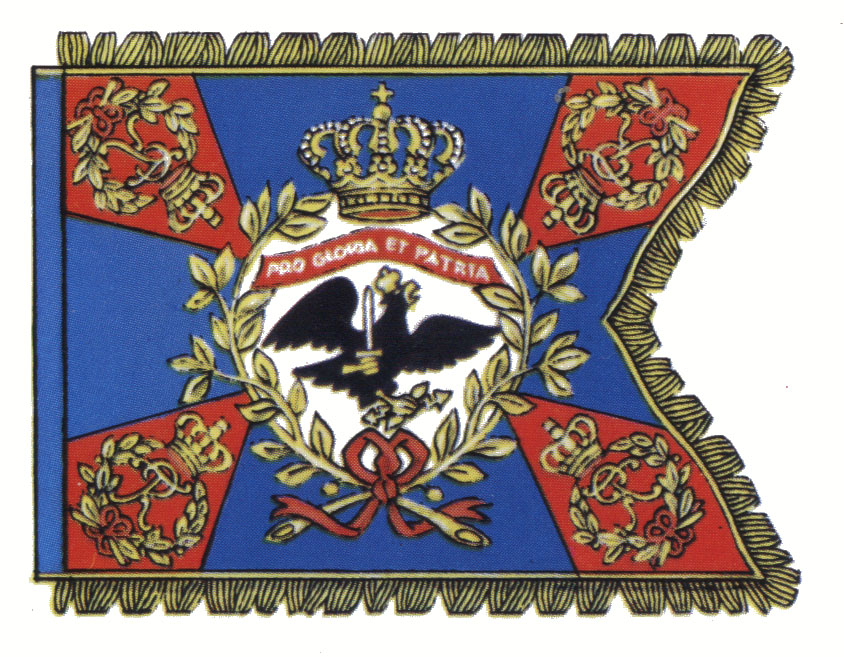
Un estandarte prusiano anterior a 1807.

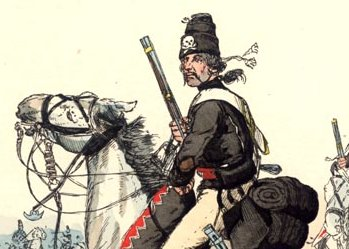
”Húsar de la muerte” prusiano.

La primera guarnición se construyó en Berlín en 1764. Mientras que Federico Guillermo quería tener un ejército en su mayoría con nacidos en el país, Federico II deseaba contar con un ejército en su mayoría de extranjeros y  prefería tener a los prusianos nativos como contribuyentes y productores. El ejército prusiano constaba de 187.000 soldados en 1776, 90.000 de los cuales eran ciudadanos prusianos, del centro y este de Prusia. El resto eran extranjeros, reclutas voluntarios o conscriptos (alemanes y no alemanes). Federico estableció la guardia de corps como la guardia real. Muchos soldados eran desleales, como los mercenarios o los enganchados mediante la leva, en tanto que las tropas reclutadas por el sistema de cantones mostraban su fortaleza regional y orgullo por su naciente nacionalidad. Durante la guerra de los Siete Años, los regimientos de élite del ejército estaban compuestos casi en su totalidad por prusianos nativos.
Hacia el final del reinado de Federico, el ejército se había convertido en una parte integral de la sociedad prusiana y ascendía a 200.000 soldados. De las clases sociales se esperaba que todos sirvan al Estado y su ejército. La nobleza dirigía el ejército, la clase media se encargaba de los suministros y los campesinos componían el ejército. El ministro Friedrich von Schrötter señaló que "Prusia no era un Estado con un ejército, sino un ejército con un Estado".

## Las guerras napoleónicas

### La derrota

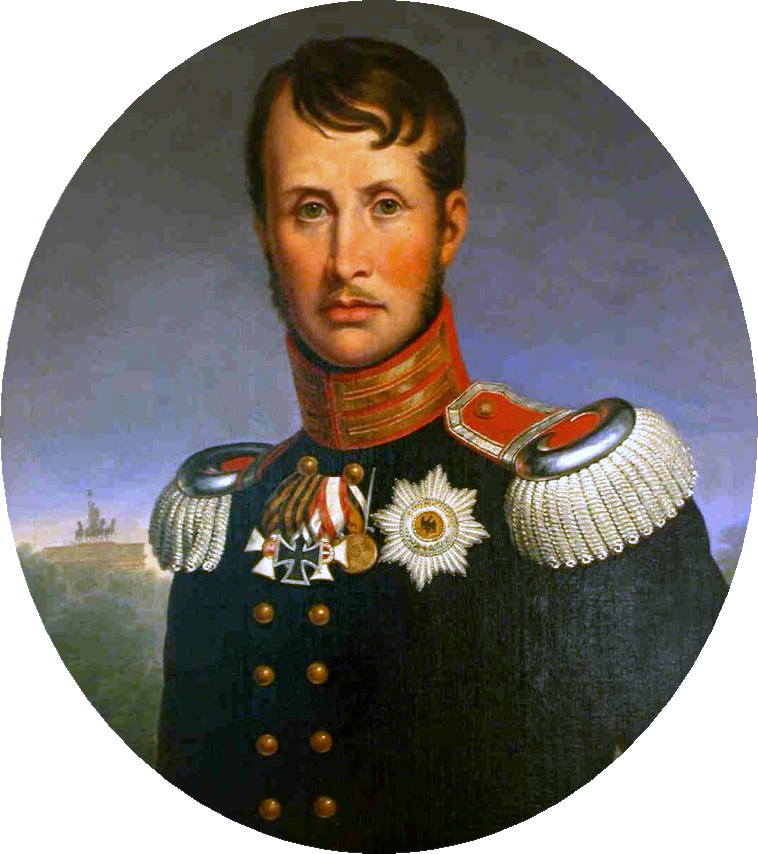
Federico Guillermo III, rey de Prusia de 1797 a 1840.

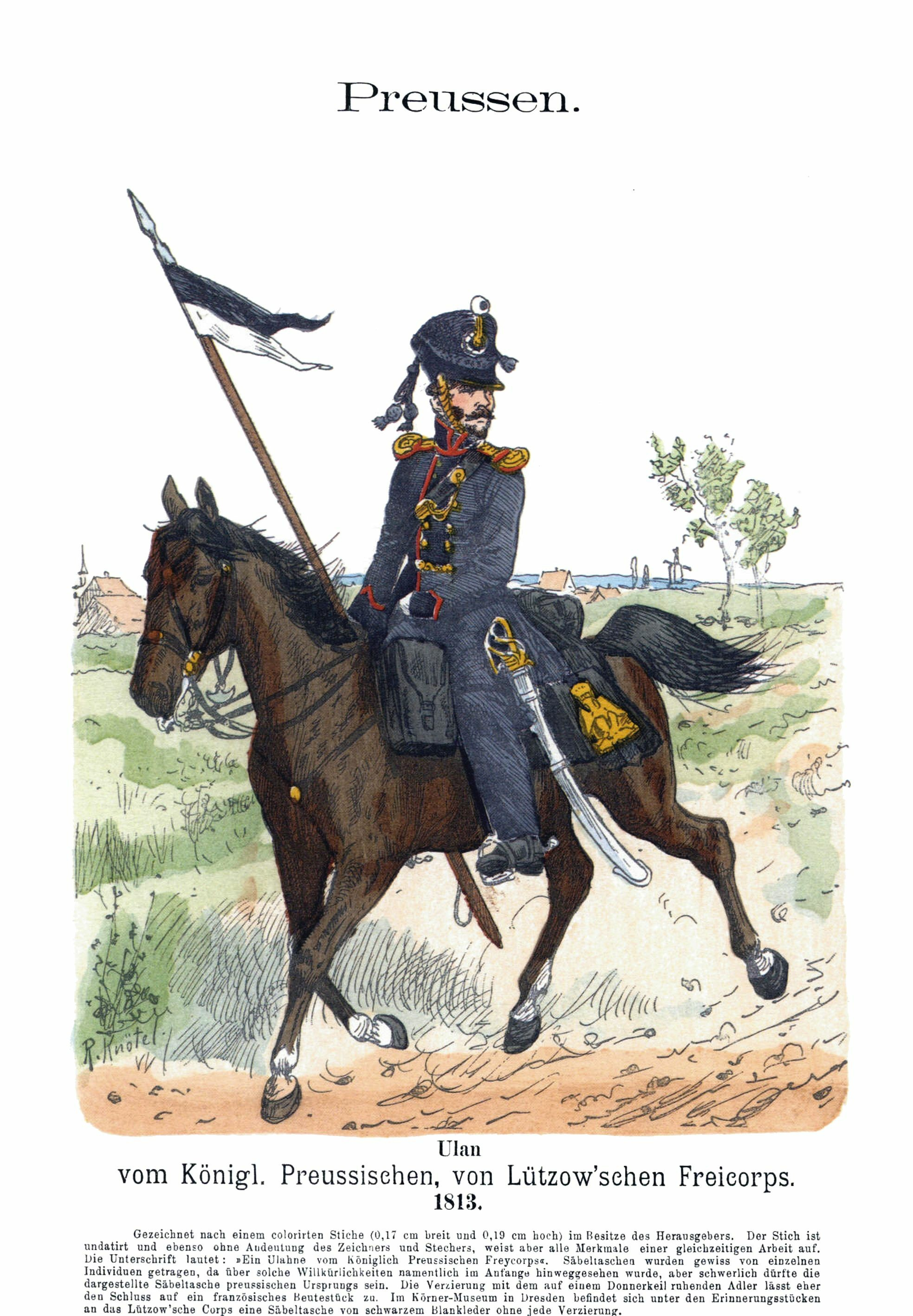
Ulano del Lützow Freikorps, 1813.

El sucesor de Federico el Grande, su sobrino Federico Guillermo II (1786-1797), gobernó en Prusia en condiciones favorables y tenía poco interés en la guerra. Delegó la responsabilidad en personas de edad, como Carlos Guillermo Fernando, duque de Brunswick, y el ejército comenzó a perder calidad. Liderado por los veteranos de las guerras de Silesia, el ejército prusiano estaba mal equipado para hacer frente a la Francia revolucionaria. Los oficiales conservaron el mismo entrenamiento, tácticas y armamento utilizado por Federico el Grande unos cuarenta años antes. En comparación, el ejército revolucionario de Francia, especialmente bajo Napoleón Bonaparte, fue desarrollando nuevos métodos de organización, suministro, movilidad y mando.
Prusia se retiró de la Primera Coalición en la Paz de Basilea (1795), cediendo los territorios renanos a Francia. A la muerte de Federico Guillermo II en 1797, el Estado estaba en quiebra y el ejército había quedado anticuado. Fue sucedido por su hijo, Federico Guillermo III (1797-1840), quien dirigió a Prusia en la desastrosa Cuarta Coalición. El ejército prusiano fue derrotado de manera decisiva en las batallas de Saalfeld, Jena y Auerstedt en 1806. La famosa disciplina de los prusianos se derrumbó y llevó a que la infantería, la caballería y las guarniciones se rindiesen en gran número. Aunque algunos comandantes prusianos se defendieron bien, como L'Estocq en Eylau, Gneisenau en Kolberg y Blücher en Lübeck, no fueron suficientes para revertir la derrota en Jena y Auerstedt. Prusia tuvo que aceptar importantes pérdidas territoriales, un ejército permanente de tan solo 42.000 hombres y formar una alianza con Francia por el Tratado de Tilsit (1807).

### Reforma

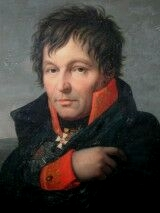
Gerhard von Scharnhorst.

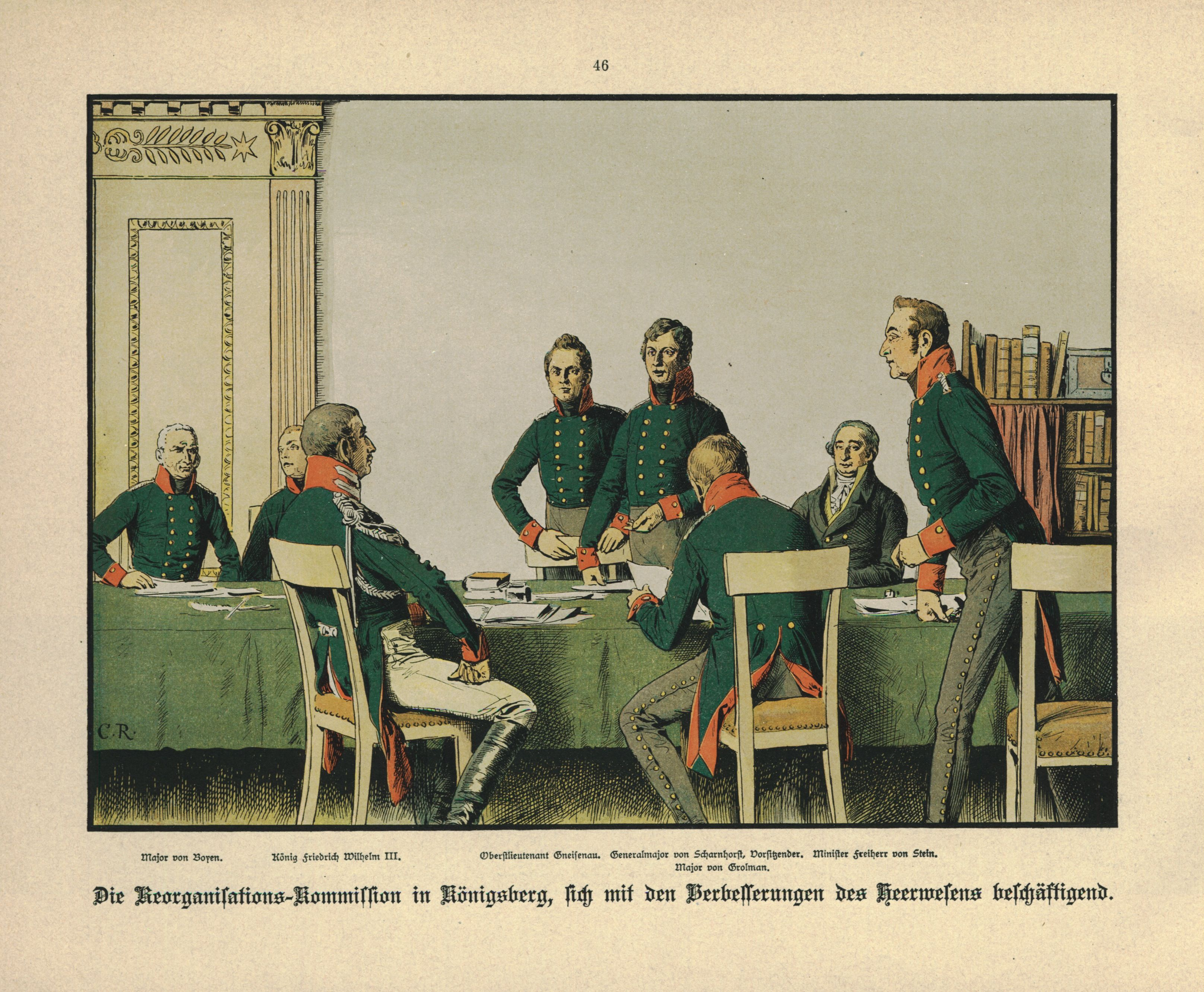
Reunión de los reformadores en Königsberg en 1807, por Carl Röchling.

La derrota del ejército desorganizado sorprendió a Prusia, que en gran medida se había sentido invencible después de las victorias de Federico el Grande. Stein y Hardenberg comenzaron a modernizar el Estado prusiano, en tanto que Scharnhorst se dedicó a reformar el ejército. Creó una junta de reorganización militar, que incluía a Gneisenau, Grolmann, Boyen y los civiles Stein y Könen. Clausewitz asistió también a la reorganización. Consternada por la reacción indiferente de la población a las derrotas de 1806, los reformadores querían cultivar el patriotismo dentro del país. Las reformas de Stein abolieron la servidumbre en 1807 e iniciaron el gobierno local de las ciudades en 1808. 

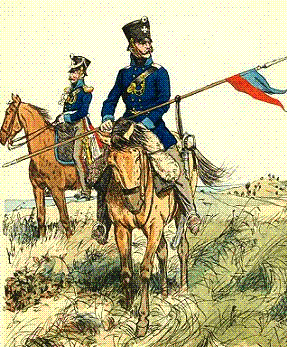
Caballería de la Landwehr 1813-1815, Litografía de Richard Knötel (1857-1914).

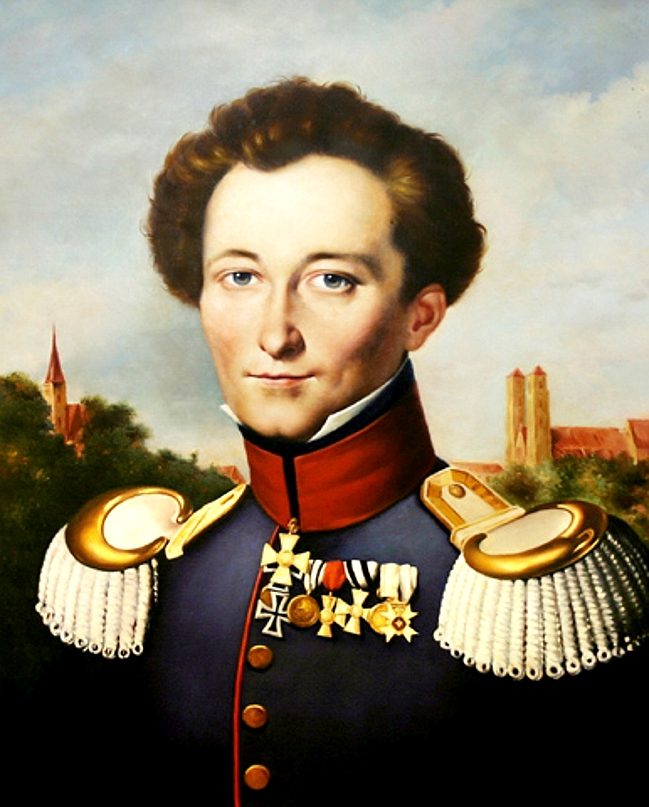
Carl von Clausewitz.

Los generales del ejército fueron renovados por completo: de los 143 generales prusianos en 1806, solo Blücher y Tauentzien permanecieron para la Sexta Coalición; muchos fueron admitidos para redimir su reputación en la guerra de 1813. El cuerpo de oficiales volvió a ser accesibla para la clase media en 1808, mientras que el ascenso a los grados más altos se basaba en la educación individual. El rey Federico Guillermo III creó el Ministerio de la Guerra en 1809, y Scharnhorst fundó una escuela para la formación de oficiales en Berlín, más tarde la Academia prusiana, en 1810.

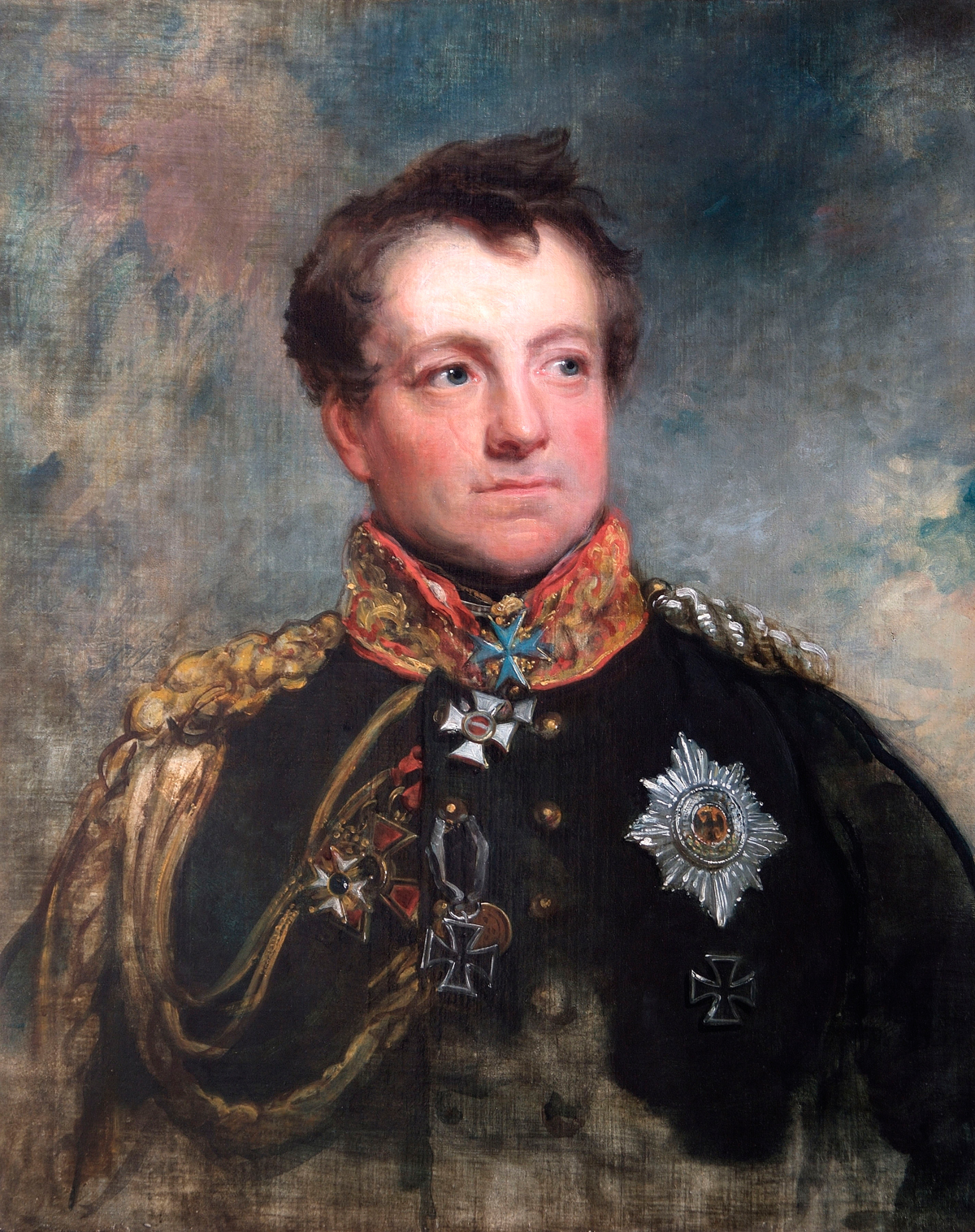
Neidhardt von Gneisenau.

Scharnhorst dera partidario de la leva en masa, el reclutamiento militar universal utilizado por Francia. Creó el Krümpersystem,  por el cual las compañías sustituyen de 3-5 hombres mensual, lo que permite hasta 60 hombres adicionales para ser entrenados anualmente por compañía. Este sistema otorga al ejército una reserva mayor de 30.000-150.000 soldados adicionales. El Krümpersystem fue también el comienzo del el servicio obligatorio en Prusia a corto plazo (3 años), en oposición a la conscripcion de largo plazo (5 a 10 años) utilizada previamente desde la década de 1650. Debido a que la ocupación francesa prohibió a los prusianos la formación de divisiones, el ejército prusiano se dividió en seis brigadas, cada una compuesta de siete a ocho batallones de infantería y doce escuadrones de caballería. Las brigadas combinadas se complementaban con tres brigadas de artillería.
El castigo corporal fue abolido,y los soldados eran entrenados en el campo y en tácticas de tiro. Scharnhorst promovió la integración de la infantería, caballería, artillería e ingenieros (zapadores) a través de las armas combinadas, a diferencia de sus estados independientes anteriores. Se actualizaron los equipos y las tácticas con respecto a las campañas napoleónicas. El manual de campaña escrito por Yorck en 1812 hacía hincapié en armas combinadas y velocidades de marcha más rápidas.
A algunas de estas reformas se oponían los tradicionalistas de Federico, como Yorck, que consideraban que los oficiales de clase media erosionaban los privilegios de los cuerpos de oficiales aristocráticos y promovían las ideas de la Revolución Francesa. El movimiento de reforma del ejército se vio truncado por la muerte de Scharnhorst en 1813, y el cambio a una clase militar más democrática y media comenzó a perder impulso a causa del gobierno reaccionario.

### Guerras de la Sexta y Séptima Coalición

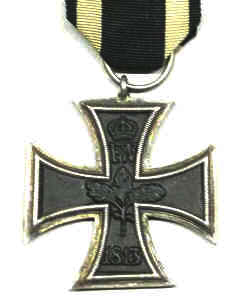
La Cruz de Hierro, introducida por el rey Federico Guillermo III en 1813.

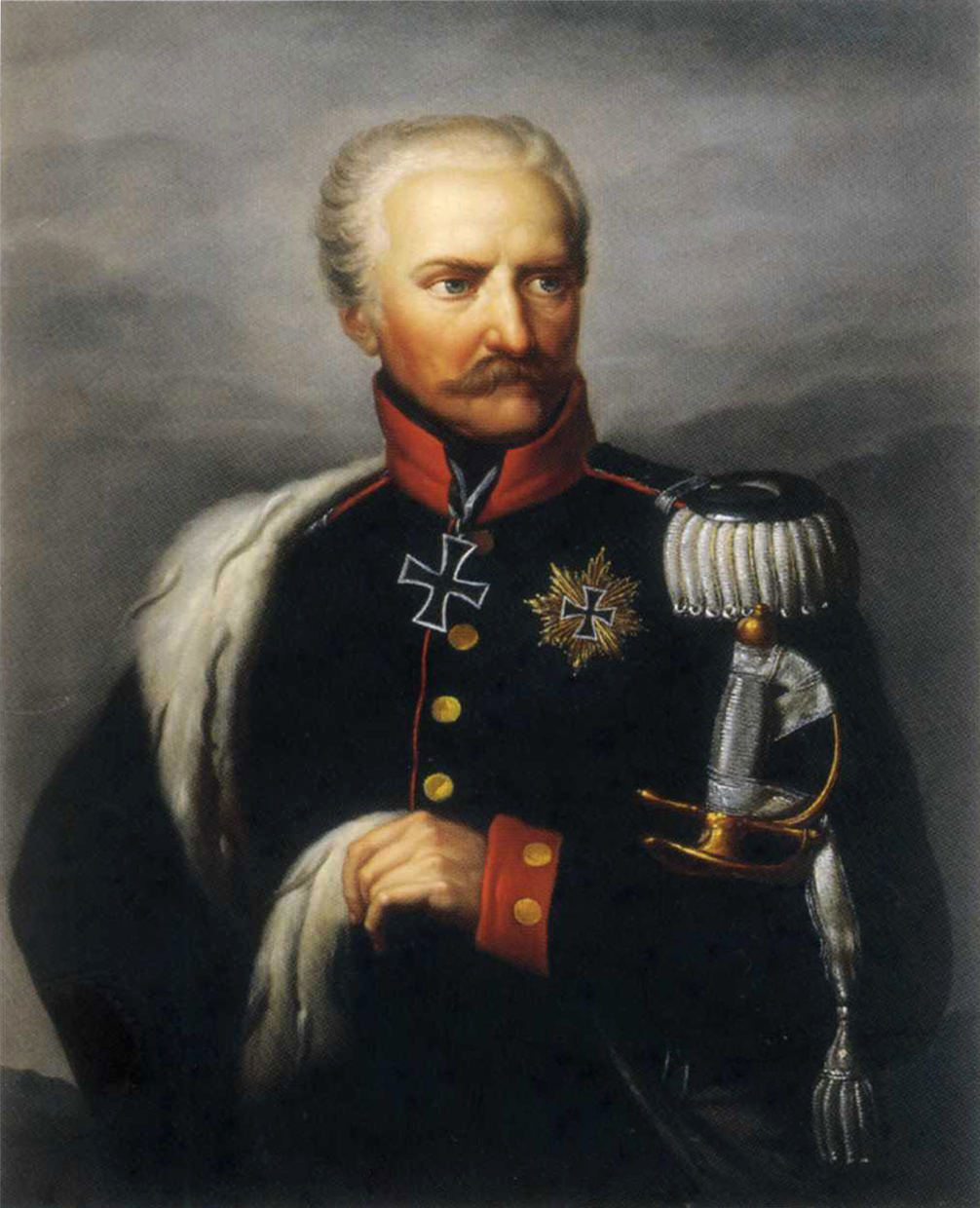
Gebhard Leberecht von Blücher.

Los reformadores y gran parte del público pidieron a Federico Guillermo III que se aliara con el Imperio austríaco en la campaña de 1809 contra Francia. Cuando el rey se negó a apoyar una nueva guerra para Prusia, Schill atacó con su regimiento de húsares al ocupante francés, esperando que ello provocara un levantamiento nacional. El rey consideró a Schill un amotinado y la rebelión del comandante fue aplastada en Stralsund por los aliados franceses. El tratado franco-prusiano de 1812 forzaba a Prusia a proporcionar 20.000 soldados al Grande Armée de Napoleón, primero bajo la dirección de Grawert y luego bajo Yorck. La ocupación francesa de Prusia queda reafirmada, y 300 oficiales prusianos desmoralizados presentaron su renuncia en protesta.
Durante la retirada napoleónica de Rusia en 1812, Yorck firmó de modo independiente la Convención de Tauroggen con Rusia, rompiendo la alianza franco-prusiana. Stein llegó a la Prusia Oriental y condujo el levantamiento de la Landwehr, una milicia encargada de  defender la provincia. Cuando Prusia entró en la Sexta Coalición, Federico Guillermo III comenzó rápidamente a movilizar al ejército y a duplicar la Landwehr en el resto del país. En comparación con 1806, la población de Prusia, especialmente la clase media, estaba a favor de la guerra, y miles de voluntarios se alistaron en el ejército. Las tropas prusianas, bajo el mando de Blücher y Gneisenau, fueron vitales en las batallas de Leipzig (1813) y Waterloo (1815). Posteriores oficiales de estado mayor quedaron impresionados con las operaciones simultáneas de grupos separados del ejército prusiano.
La Cruz de Hierro fue introducida como una condecoración militar por el rey Federico Guillermo III en 1813. Después de la publicación de De la guerra, Clausewitz se convirtió en un filósofo militar altamente estudiado.

## SigloXIX

### Baluarte del conservadurismo

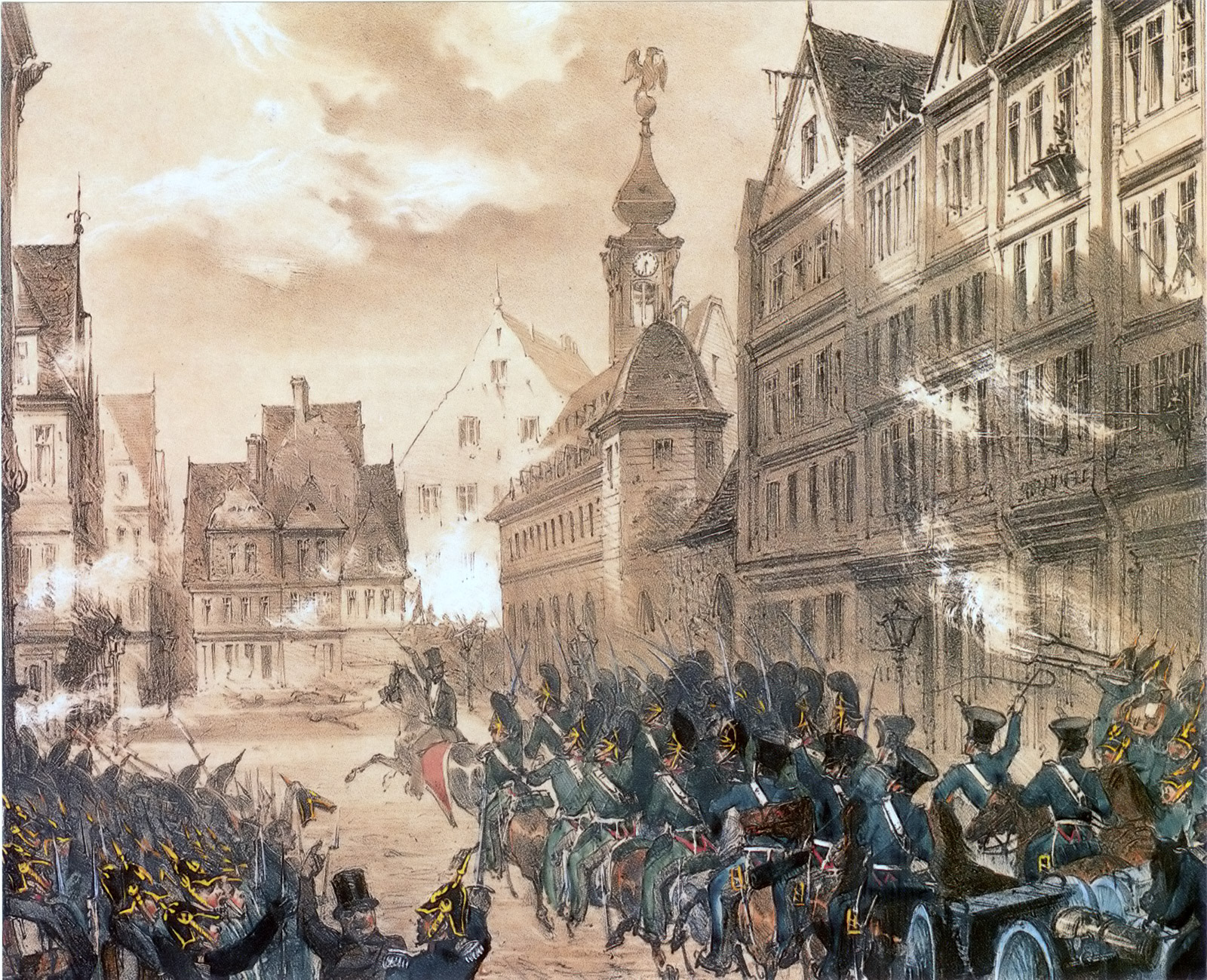
Los prusianos toman las barricadas de Fráncfort en apoyo de las tropas de Hesse en 1848.

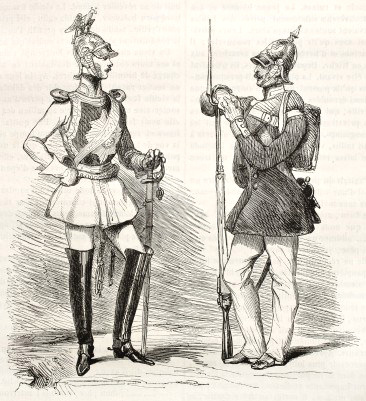
Uniformes prusianos en 1845.

El Estado Mayor alemán, que se desarrolló a partir de las reuniones de la gran elector con sus oficiales superiores y la reunión informal de los reformadores de la era napoleónica, fue creado formalmente en 1814. En el mismo año Boyen y Grolman redactaron una ley de servicio militar obligatorio, por el cual los hombres servirían sucesivamente en el ejército permanente, la Landwehr y el Landsturm local hasta la edad de 39 años. Los 156,000 efectivos que forman el ejército sirven durante tres años y forman las reservas después de dos años, mientras que los 163,000 milicianos que forman el Landwehr sirven un par de semanas al año durante siete años. Boyen y Blücher apoyaron firmemente al "ejército civil" de la Landwehr , que iba a unir a la sociedad militar y civil, de igual a igual con el ejército permanente.
Durante una crisis constitucional en 1819, Federico Guillermo III de Prusia reconoció la adherencia a los antirrevolucionarios Decretos de Carlsbad. Las fuerzas conservadoras dentro de Prusia, como Wittgenstein , siguieron oponiéndose a la conscripción y al más democrático Landwehr. Federico Guillermo III reduce el tamaño de la milicia y la puso bajo el control del ejército regular en 1819, lo que lleva a la renuncia de Boyen y Grolman y el final del movimiento de reforma.
A mediados del siglo XIX, Prusia fue visto por muchos alemanes liberales como el estado mejor adaptado para unificar los diversos estados alemanes , pero el gobierno conservador utilizó el ejército para reprimir las tendencias liberales y democráticas durante los años 1830 y 1840. Los liberales resentían el uso del ejército en las acciones policiales esencialmente. El rey Federico Guillermo IV (1840-1861) inicialmente parecía ser un gobernante liberal, pero que se oponía a la emisión de la constitución escrita solicitada por los reformadores. Cuando las barricadas se suscitaron en Berlín durante la revolución de 1848 , el rey aceptó de mala gana a la creación de una fuerza de defensa civil ( Bürgerwehr ) en su capital. Una asamblea nacional fue convocada por primera vez para redactar una constitución , pero su lentitud permitió a las fuerzas reaccionarias reagruparse. Wrangel llevó la reconquista de Berlín, que fue apoyada por una clase media cansada de una revolución del pueblo. Las tropas prusianas fueron posteriormente utilizados para reprimir la revolución en muchas otras ciudades alemanas.
A finales de 1848, Federico Guillermo finalmente emitió la Constitución del Reino de Prusia . La oposición liberal aseguró la creación de un parlamento , pero la constitución fue en gran medida un documento que reafirma el predominio conservador de la monarquía. El ejército era una guardia pretoriana fuera de la constitución, sujeto solamente al rey. El presupuesto del ejército tuvo que ser aprobado por la Cámara Baja del Parlamento. Novelas y memorias que glorifican el ejército, en especial su participación en las guerras napoleónicas, comenzaron a ser publicados para influir en la opinión pública. La derrota en Olmütz del plan de los liberales para unir a Alemania a través de Prusia alentó a las fuerzas reaccionarias. En 1856, en tiempos de paz ejército prusiano constaba de 86,436 soldados de infantería, 152 escuadrones de caballería y 9 regimientos de artillería.
Después de que Federico Guillermo IV sufriera un derrame cerebral, su hermano Guillermo I se convirtió en regente (1857) y Rey (1861-1888). Él desea reformar el ejército, que los conservadores como Roon consideran que se ha degradado desde 1820 a causa del liberalismo. El rey quería ampliar el ejército, mientras que la población había aumentado de 10 millones a 18 millones desde 1820, los reclutas anuales del ejército había permanecido en 40.000.
El gobierno presentó el proyecto de ley de reforma del ejército de Roon en febrero de 1860. El Parlamento se opuso a muchas de sus disposiciones, especialmente el debilitamiento de la Landwehr , y propuso un proyecto de ley revisado que acabó con muchas de las reformas deseadas del gobierno. El ministro de Finanzas, Patow , retiro abruptamente el proyecto de ley el 5 de mayo y en su lugar simplemente solicita un incremento presupuestario provisional de 9 millones de táleros, la cual fue concedido. Guillermo ya habían comenzado a crear 'regimientos combinados' para sustituir la Landwehr , un proceso que aumentó después de que Patow adquirió los fondos adicionales. Aunque el Parlamento se opone a estas acciones, Guillermo mantuvo los nuevos regimientos con la guía de Manteuffel . Los liberales y la clase media del Landwehr fue por tanto subordinada a favor del ejército regular, que se compone sobre todo de campesinos leales a la monarquía Hohenzollern y conservadores Junkers.

### Moltke

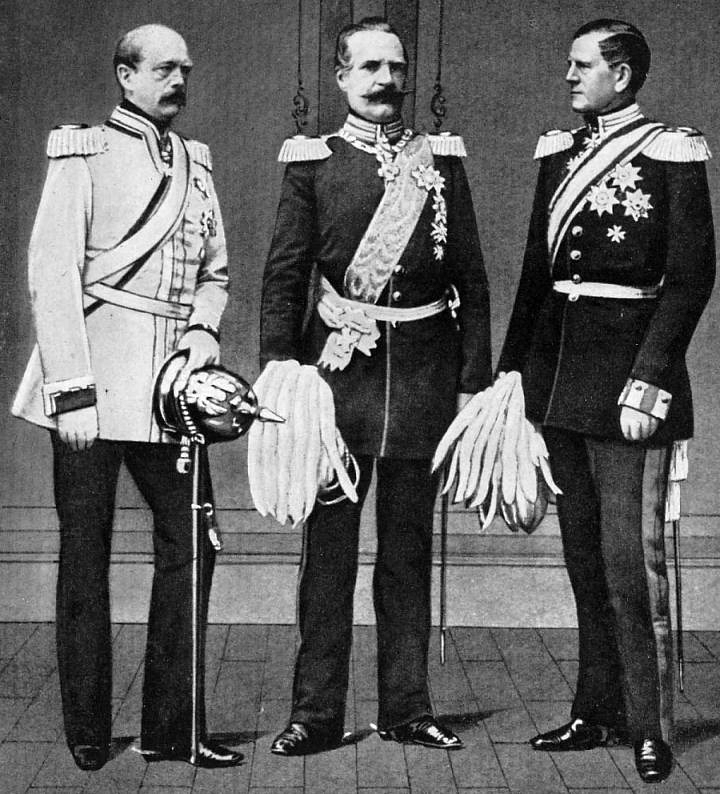
Bismarck, Roon y Moltke en la década de 1860.

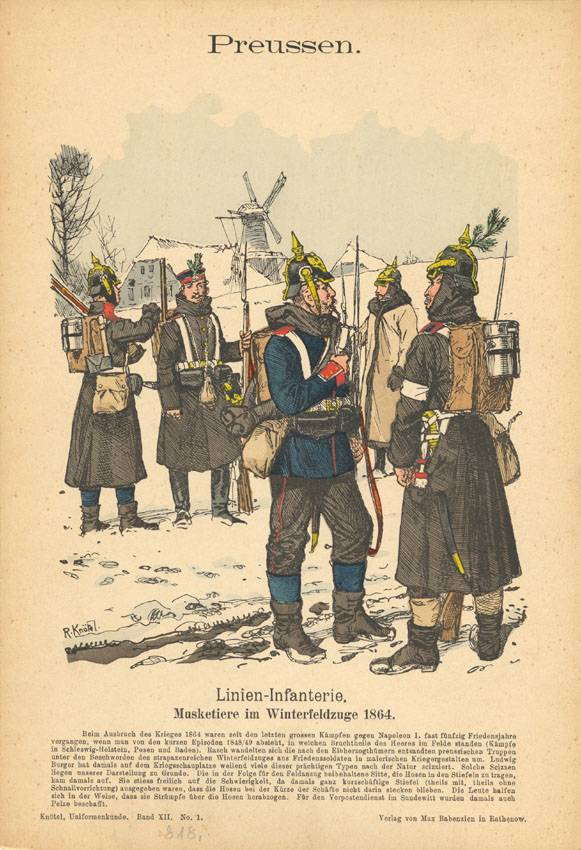
Infantería de línea 1864.

Moltke , jefe del estado mayor general desde 1857 hasta 1888, modernizó el ejército prusiano durante su mandato. Se amplió el estado mayor general, la creación de subdivisiones en tiempos de paz, tales como la de movilización, las secciones geográfico-estadísticas y de historia militar. En 1869, publicó un manual para la guerra de nivel operativo, instrucciones para los comandantes de grandes unidades. Moltke fue un fuerte defensor de los jugos de guerra de entrenamiento para los oficiales e introdujo el fusil de retrocarga de aguja para las tropas, lo que les permitió disparar significativamente más rápido que sus adversarios. Moltke aprovechó el ferrocarril , guiando la construcción de líneas de ferrocarril dentro de Prusia a lugares probables de despliegue. Debido a que los ejércitos modernos se habían vuelto demasiado grandes y difíciles de manejar para un solo comandante, Moltke decide utilizar múltiples e independientes ejércitos más pequeños en las operaciones concéntricas . Una vez que un ejército se encontró con el enemigo y empieza a batallar , un segundo ejército llegaría y ataca el flanco o la retaguardia del enemigo. Abogó por una Kesselschlacht , o batalla de cerco.
Fue Moltke y su concepto de ejércitos separados en el que empezamos a ver el surgimiento de la doctrina alemana moderna. El sistema de unidades en movimiento por separado y que se concentra como un ejército antes de una batalla dio lugar a suministro más eficiente y menor vulnerabilidad a la potencia de fuego moderna. Para habilitar un exitoso ataque de flanqueo, afirmó que la concentración solo podía tener lugar después del comienzo de una batalla. Este fue un desarrollo del concepto de Scharnhorst “Marchar separados, combatir juntos”.
La tesis principal de Moltke fue que las estrategias militares tenía que ser entendida como un sistema de opciones, ya que solo el inicio de una operación militar era planificable. Como resultado de ello, se considera la principal tarea de los líderes militares consiste en la extensa preparación de todos los resultados posibles. Su tesis puede resumirse en dos estados, uno famoso y uno menos por lo que, traducido como: Ningún plan de operaciones se extiende con certeza más allá del primer encuentro con la fuerza principal del enemigo (ningún plan sobrevive al contacto con el enemigo) y la Estrategia es un sistema de expedientes .
Sin embargo, como puede verse en las descripciones de su planificación para la guerra con Austria y la guerra con Francia, que su planificación para la guerra era muy detallada y tuvo en cuenta los miles de variables. Es un error pensar que Moltke pensó que los planes de guerra eran de ninguna utilidad (que una simple lectura de "No hay un plan de batalla que sobrevive al contacto con el enemigo" pareciera indicar).
Moltke originó el uso de los colores azules de las fuerzas amigas y rojo para las fuerzas hostiles en la estrategia o juegos de guerra . De ahí el término fuego azul en azul en situaciones de fuego amigo.
Lo logró mediante directivas que indican sus intenciones, en lugar de órdenes detalladas, y que estaba dispuesto a aceptar desviaciones de la directiva siempre que se encontraran dentro del marco general de la misión. Von Moltke da esta opinión con firmeza y más tarde se convirtió en un elemento fundamental de toda teoría militar alemana.

### Guerras de unificación
El ejército prusiano aplastó a los daneses en la batalla de Dybbøl durante la Guerra de los Ducados (1864), lo que permite a Prusia y Austria reclamar Schleswig y Holstein, respectivamente. Disputas orquestadas por el ministro de Prusia, Otto von Bismarck, llevaron a la guerra austro-prusiana (1866). Las fusiles de aguja de la infantería prusiana tuvieron mucho éxito contra los austriacos, que fueron derrotados en Königgrätz. Bajo la dirección de Moltke, el ejército prusiano luego resultó victorioso sobre Francia en la guerra franco-prusiana (1870). A diferencia de los austriacos, los franceses tenían los poderosos fusiles Chassepot, que superó a los fusiles de agujas Prusianos. Sin embargo, la artillería prusiana era eficaz contra los franceses, que estaban flanqueados o rodeados por las más móviles fuerzas prusianas. El Patriotismo en Prusia a partir de las victorias empezaron a socavar la resistencia al absolutismo liberal.
Los éxitos en el campo de batalla de Prusia permitió la unificación de Alemania en 1871 y la coronación del rey Guillermo I de Prusia como Guillermo I, emperador de Alemania . El ejército prusiano formó el componente principal del Reichsheer , el ejército del Imperio Alemán .

## Imperio alemán

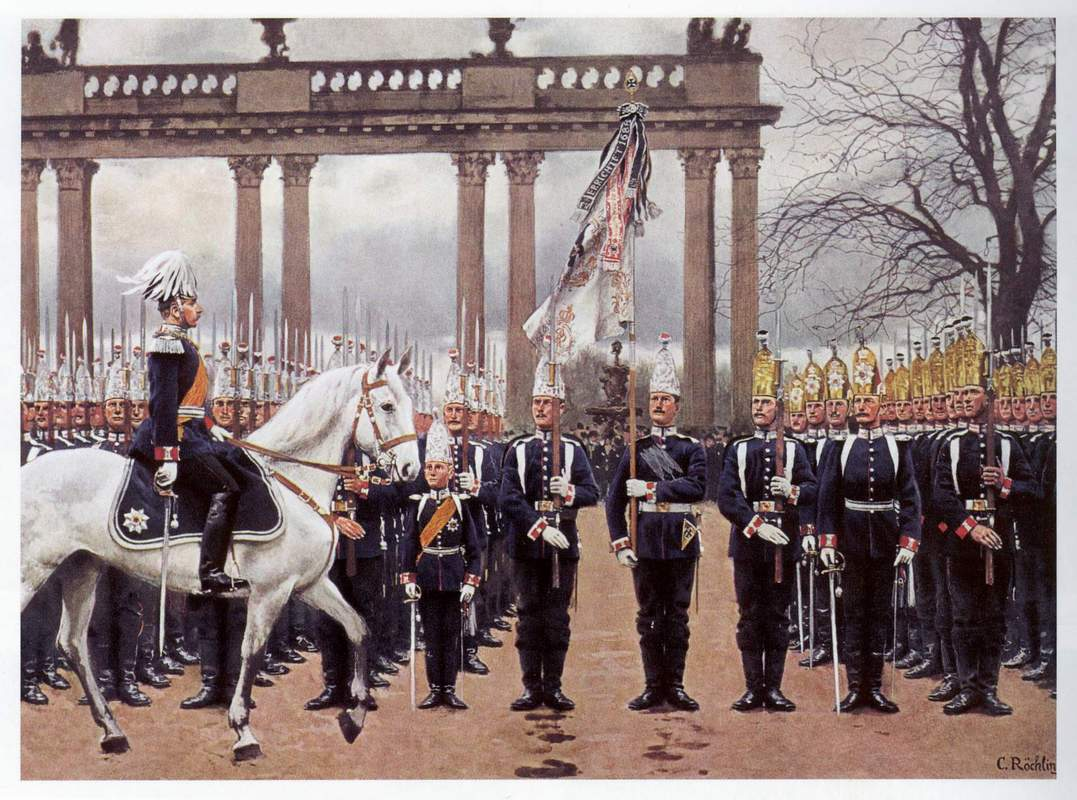
El emperador Guillermo II revisa las tropas prusianas, por Carl Röchling.

El Ejército Imperial Alemán heredó gran parte de las tradiciones y conceptos del ejército prusiano, que era el mayor ejército de sus componentes. De acuerdo con el artículo 61 de la Constitución Imperial, el código militar prusiano iba a ser introducido en todo el Reich alemán. Los líderes conservadores del ejército tomaron un papel cada vez mayor tanto en las políticas nacionales y extranjeras.
A finales del siglo XIX, la mayoría de los oficiales prusianos podían dividirse en dos grupos:los que abogaban por la audacia y abnegación, y los que abogaban por la tecnología y la maniobra con el fin de minimizar las bajas. Por primera vez durante la guerra franco-prusiana, las nuevas innovaciones tecnológicas militares tales como la ametralladora incrementaron el poder de las unidades defensivas. Para los prusianos, que defendían las operaciones ofensivas, los ataques de infantería correrían el riesgo de convertirse en asaltos suicidas.
Con respecto a un posible futuro de guerra en dos frentes, Schlieffen, el Jefe del Estado Mayor General a partir de 1891-1906, había sugerido un esquema de despliegue que se hizo conocido como el Plan Schlieffen. Modificado por Moltke el Joven, su intención de derrotar rápidamente a Francia resultó imposible de alcanzar. En la situación moderna de la Primera Guerra Mundial; en el frente occidental, el avance alemán se estancó en la guerra de trincheras después de la primera batalla del Marne. En el frente del Este, sin embargo, las operaciones de Prusia lograron rodear y romper los ejércitos rusos en Tannenberg. Incapaz de avanzar a través de las líneas francesas y británicas en el frente occidental, los alemanes finalmente perdieron la guerra de desgaste.
El Ejército Imperial Alemán fue reemplazado después de la Primera Guerra Mundial con el voluntario Reichswehr de la República de Weimar. Aunque el Tratado de Versalles intentó desarmar a Alemania, el Reichswehr discretamente mantiene muchas de las tradiciones del ejército prusiano. El Estado Mayor estaba camuflado como un anodino Truppenamt (tropas de oficina), mientras que la Academia de Guerra fue reemplazada con las escuelas de las divisiones descentralizadas. Seeckt, el jefe del Reichswehr, designó los nuevos batallones militares como sucesores de las tradiciones de los regimientos de Prusia.

## Características

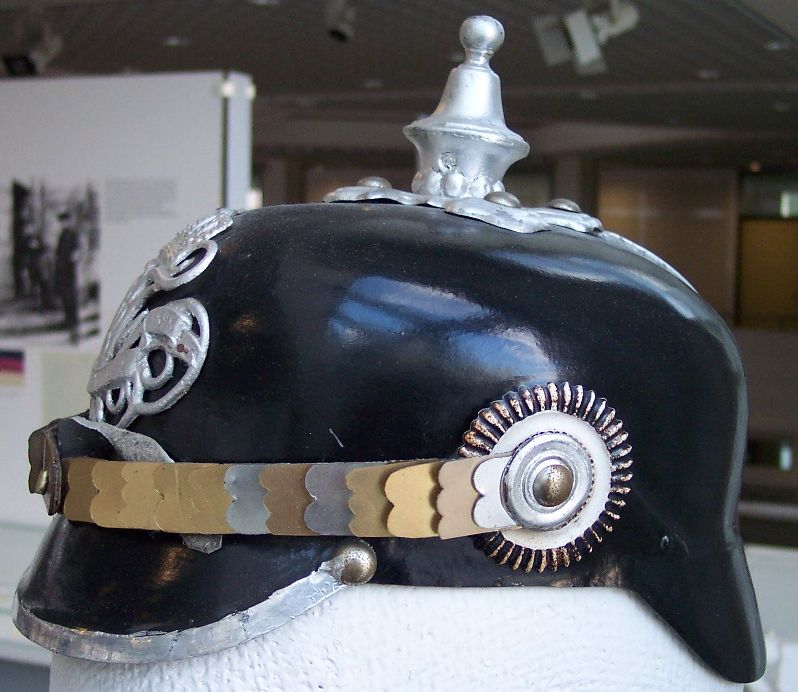
Pickelhaube de la policía de Prusia.

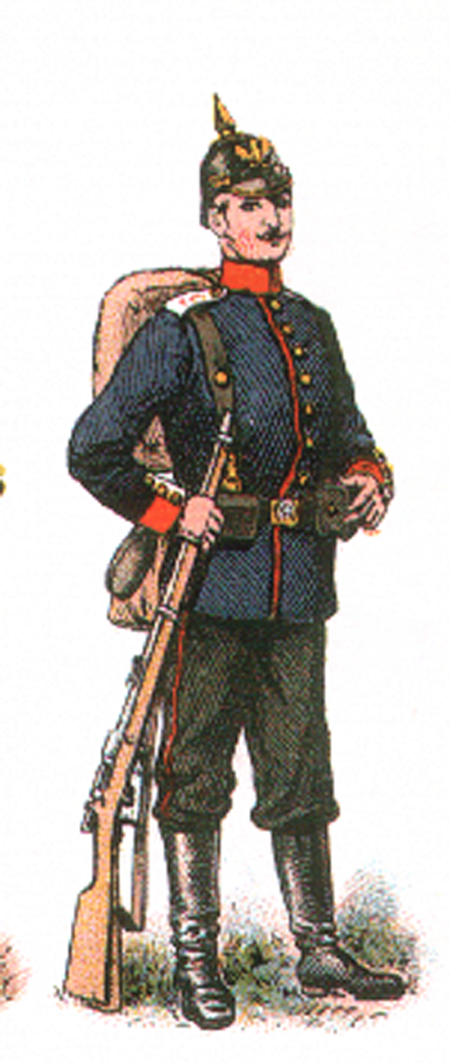
Infante prusiano en uniforme de campaña antes de 1910.

Desde el siglo XVII, el ejército de Brandeburgo-Prusia se caracterizó por su iniciativa, capacidad de maniobra y mando agresivo a nivel operativo de guerra. El menudo estado de los Hohenzollern tenía menos recursos y mano de obra que sus rivales, y por lo tanto los prusianos se centraron en lograr rápidamente una victoria decisiva para evitar una guerra de desgaste. Los prusianos practicaron lo que se conoce como Bewegungskrieg, o guerra de movimiento, es intentar atacar a los flancos o retaguardia del enemigo. El énfasis de Prusia en batallas decisivas en lugar de las guerras de desgaste, lleva a considerar que es inexperta en la guerra de sitio, en el que los prusianos se han considerados incompetentes.
El gran elector practicó muchos de los conceptos aplicados por el ejército prusiano en siglos posteriores, incluyendo ataques por los flancos en Varsovia y, en Fehrbellin , la disposición a atacar cuando le superaban en número. El elector abogo por campañas que eran "cortas y animadas".
Durante la década de 1740, Federico el Grande emitió una serie de nuevas regulaciones y documentos relacionados con las experiencias de su ejército durante las dos primeras guerras de Silesia y la forma en que se relacionaría con las guerras del futuro. Las doctrinas que defendía centran en la velocidad y la ofensiva. Prefiere la caballería ligera y rápida sobre la caballería pesada; mientras los húsares fueron tratados como tropas de lujo por Federico Guillermo I, su hijo les hizo una parte integrante del ejército. La artillería utiliza cañones ligeros de tres libras que compensó su falta de poder con una gran versatilidad. Después de haber sido superado por los austriacos en la segunda guerra de Silesia, Federico empezó a enfatizarse en un ataque abrumador en lugar de una guerra de desgaste. En lugar de los ataques frontales, el rey de Prusia intentó aplicar el orden oblicuo , por el cual el ala más fuerte de su ejército se centró contra el ala más débil del enemigo o en el flanco, mientras que restringe su propia ala más débil.  Federico el Grande resume el estilo prusiano de guerra en Leuthen.
El énfasis de Prusia en el ataque estaba bien arraigado en su cuerpo de oficiales. La guerra de estilo prusiano de movimiento y rápidos ataques fue bien diseñado para las campañas en que se utilizan la infraestructura desarrollada de Europa occidental y central, tal como las guerras de unificación , pero no se aplicaba bien para el Wehrmacht Heer en la Unión Soviética y en África del Norte . El sistema prusiano y más tarde alemán fueron considerados como débiles en la inteligencia , contrainteligencia , y la logística , pero durante la Primera Guerra Mundial el ejército alemán a menudo era capaz de poner en sus manos planes de batalla británicos y franceses. Si el enemigo soportó con éxito los ataques de operaciones iniciales, el sistema prusiano tuvo grandes dificultades para la Stellungskrieg , o guerra de posición , aunque durante la Primera Guerra Mundial esto no era tan pronunciado.

Cruz negra o teutonica. Emblema adoptado por Alemania.

El ejército prusiano se considera a que a menudo ha utilizado el comando flexible de Auftragstaktik (tácticas de misión), por el cual los oficiales subordinados llevaron la iniciativa personal. Esto se desarrolló a partir de la relación entre la Junker aristocracia, que compone la mayor parte de los cuerpos de oficiales, y la monarquía. A cambio de apoyo político de los nobles, los monarcas les concedieron mayores privilegios en sus estados y una mayor iniciativa en el campo de batalla. De acuerdo con la teoría de la Auftragstaktik , el comandante emitiría una misión a sus oficiales subordinados, que iban a perseguir la directiva a su antojo. Gneisenau era un autor temprano de Auftragstaktik , y Moltke interpretó la teoría de que "cuanto mayor sea la autoridad, más cortas y más generales deben ser las órdenes".
A menudo el estereotipo asociado con el ejército prusiano era el Pickelhaube, o casco de pinchos, en uso en los siglos XIX y XX. Las batallas victoriosas fueron celebradas a través de marchas militares, como la "Hohenfriedberger Marsch", supuestamente escrito por Federico el Grande después de Hohenfriedberger, y la " Königgrätzer Marsch ", del compositor Piefke. La Cruz de Hierro derivada de la cruz negra, fue adoptada por el Imperio alemán y sus Estados sucesores, y también está siendo utilizado como un símbolo de la Bundeswehr.
Voltaire dijo sobre el ejército prusiano, "Mientras que algunos estados poseen un ejército, el ejército prusiano posee un estado."